# Aluminiumlegierung
Aluminiumlegierungen sind Legierungen die überwiegend aus Aluminium bestehen. Die wichtigsten Legierungselemente sind Mangan (Mn), Magnesium (Mg), Kupfer (Cu), Silicium (Si) und Zink (Zn). Als Basismaterial dient in den meisten Fällen Al99,5 (Reinaluminium) mit 99,5 % Aluminium. Durch Legieren lassen sich die Festigkeitswerte in weiten Grenzen erhöhen und auch andere Eigenschaften beeinflussen.
Je nachdem, ob die gewünschte Festigkeitssteigerung nur durch Mischkristallverfestigung sowie Kaltverfestigung oder zusätzlich durch eine Ausscheidungshärtung (spezielle Wärmebehandlung) erreicht wird, unterscheidet man zwischen den aushärtbaren und den naturharten (nicht aushärtbaren) Legierungen.
- Die naturharten Legierungen sind vom Typ AlMn, AlMg, AlMgMn und AlSi.
- Die aushärtbaren Legierungen sind AlCuMg, AlCuSiMn, AlMgSi, AlZnMg und AlZnMgCu. Sie werden zu Halbzeugen in Form von Bändern, Blechen und Ronden, Rohren, Stangen und Drähten, Strangpressprofilen sowie Schmiedestücken verarbeitet.

Eine weitere Unterscheidung ergibt sich aus der Art der Verarbeitung: Knet- oder Gusswerkstoffe. Alle Sorten werden als Knetlegierung genutzt, wobei AlSi fast nie als Knetlegierung genutzt wird. Zu den Gusswerkstoffen gehören die Legierungen AlSi (inklusive AlSiMg, AlSiCu) wegen ihrer guten Gießbarkeit sowie AlMg, AlMgSi, AlCuTi, AlCuTiMg.

## Legierungselemente
In Aluminiumlegierungen kommen zahlreiche Legierungselemente vor. Als Hauptlegierungselement werden Silicium, Magnesium, Mangan, Kupfer und Zink genutzt. Sie erhöhen die Festigkeit durch die sogenannte Mischkristallverfestigung. Bei reinem Aluminium sind die Atome in einer regelmäßigen Struktur angeordnet. Bei den Legierungen sind manche der Aluminiumatome durch Atome der anderen Elemente ersetzt worden. Da diese eine von den Alu-Atomen abweichende Größe haben, können sich die Atome schlechter gegeneinander verschieben, was sich als höhere Festigkeit bemerkbar macht. Manche bilden auch Ausscheidungen (Aluminiumarme oder -freie Bereiche) die ebenfalls die Festigkeit erhöhen. Für hohe Festigkeiten werden Zink (zusammen mit Magnesium) und Kupfer genutzt. Für mittlere Festigkeiten Mangan, Magnesium und Silicium. Letzteres verbessert auch die Gießbarkeit.
Begleitelemente sind Eisen und Silicium die aus dem Elektrolyseprozess bei der Herstellung von Aluminium stammen. Meistens handelt es sich um Verunreinigungen, die unerwünscht sind. Vor allem Eisen hat negative Effekte auf die Festigkeit, da es verschiedene Intermetallische Phasen bildet. Genutzt wird es um Silizium zu binden, was die elektrische Leitfähigkeit verbessert und um die Klebneigung zu senken bei Legierungen die für das Druckgießen vorgesehen sind. Diese neigen sonst dazu an den stählernen Dauerformen festzukleben.
Daneben gibt es noch Sonderlegierungselemente. Titan, Bor, Mangan, Zirconium, Chrom, Vanadium und Scandium werden zur Kornfeinung genutzt. Bereits sehr geringe Mengen davon dienen als sogenannter Keim beim Erstarren der Schmelze, sodass diese an vielen Stellen gleichzeitig erstarrt, was ein feineres Gefüge und damit höhere Festigkeit zur Folge hat. Bismut, Blei und Schwefel werden genutzt um das Brechen der Späne beim Fräsen, Bohren und Drehen zu verbessern. Die Wirkung entspricht derjenigen dieser Elemente bei Automatenstahl. Die Elemente Lithium und Scandium sind wesentlich leichter als Aluminium und dienen dazu die Dichte zu verringern, was vor allem bei Legierungen für Luft- und Raumfahrtanwendungen vorteilhaft ist.

## Aluminiumknetlegierungen
Als Aluminiumknetlegierung werden alle Aluminiumlegierungen bezeichnet, die vor allem durch Umformen (Walzen, Strangpressen) bearbeitet werden (Knetlegierungen).
Bereits geringe Zusätze der Legierungselemente Magnesium, Silicium, Kupfer, Zink, Nickel und Mangan ändern die Eigenschaften des reinen Aluminiums sehr stark. Diese finden z. B. im Motor- und Getriebebau, Rohrbau und Maschinenbau Verwendung, da sie eine verschleißfeste Verbindung ergeben. Insbesondere werden Festigkeit und Härte gesteigert, die elektrische Leitfähigkeit gesenkt, während die Umformbarkeit nur gering nachlässt. Diese Legierungen zeigen eine hohe Duktilität, man nennt sie deshalb Aluminiumknetlegierungen. Aluminiumknetlegierungen werden aufgrund ihrer hohen Festigkeit und geringen Dichte als Werkstoffe für Transportbehälter sowie Konstruktionsteile im Fahrzeug-, Flugzeug- und Schiffbau verwendet.
Aluminiumknetlegierungen werden in der Regel statt mit ihrer Werkstoffnummer mit einem von der Aluminum Association erstellten vierstelligen Zahlensystem bezeichnet. Dabei gibt die erste Ziffer das Hauptlegierungselement und damit die Legierungsgruppe an. Die restlichen Ziffern sind mehr oder weniger Zählnummern, die chronologisch oder in Anlehnung an bereits bestehende Legierungen vergeben werden.
| Gruppe                                              | Haupt- legierungs- Element | Härtbarkeit                                   | Festigkeit [N/mm²] | Bemerkungen |
| --------------------------------------------------- | -------------------------- | --------------------------------------------- | ------------------ | --- |
| 1xxx                                                | mind. 99 % Aluminium       | nicht aushärtbar                              | 070…190            | - auch Reinaluminium genannt - schweißbar, sehr korrosionsbeständig, hohe elektrische Leitfähigkeit - Verwendung für Aluminiumfolie, chemische Tanks und Rohre |
| 2xxx (siehe Aluminium- Kupfer-Legierung)            | Kupfer                     | aushärtbar                                    | 190…570            | - hohe Festigkeit, korrosionsanfällig, meist schwer oder nicht schweißbar - Verwendung in Flugzeugbau und Raumfahrt - Schweißzusatz meistens 2xxx, manchmal auch 4xxx |
| 3xxx (siehe Aluminium- Mangan-Legierung)            | Mangan                     | nicht aushärtbar                              | 100…350            | - geringe Festigkeit, hohe Korrosionsbeständigkeit, gute Umformbarkeit, geeignet auch für höhere Temperaturen - Einsatzgebiet von Kochtöpfen über Kühler in Fahrzeugen (hier oft mit 4xxx plattiert) bis zum Kraftwerksbau - Schweißzusatz 1xxx, 4xxx und 5xxx |
| 4xxx (siehe Aluminium- Silicium-Legierung)          | Silicium                   | aushärtbare und nicht aushärtbare Legierungen | 170…380            | - einzige Serie, die aushärtbare und nicht aushärtbare Legierungen enthält - für die Aushärtung ist zusätzlich die Anwesenheit von Magnesium erforderlich. Silicium reduziert den Schmelzpunkt und macht die Schmelze dünnflüssiger - ideal für Schweiß- und Lötzusätze |
| 5xxx (siehe Aluminium- Magnesium-Legierung)         | Magnesium (ohne Silicium)  | nicht aushärtbar                              | 100…450            | - mittlere bis hohe Festigkeiten, schweißbar - Verwendung im Schiffbau, Transport, Druckkessel, Brücken und Gebäuden, als AA5024 (AlMgSc) auch für den Luftfahrteinsatz. Schweißzusatz muss nach Magnesiumgehalt bestimmt werden. Aluminium aus dieser Serie mit mehr als 3,0 % Mg ist für Temperaturen über 65 °C nicht geeignet (Spannungsrisskorrosion) - Materialien mit weniger als ca. 2,5 % Mg können oft erfolgreich mit 5xxx oder 4xxx Schweißzusätzen geschweißt werden. 5032 wird meist als das Material mit dem höchsten Mg-Gehalt genannt, das gerade noch mit 4xxx schweißbar ist |
| 6xxx (Siehe Aluminium-Magnesium-Silicium-Legierung) | Magnesium und Silicium     | aushärtbar                                    | 100…450            | - Si und Mg um 1 %, sehr gut schweißbar und strangpressbar - Verwendung vorwiegend als Strangpressprofile - sollte nicht ohne Schweißzusatz geschweißt werden (Warmrisse) - Schweißzusätze 4xxx und 5xxx |
| 7xxx                                                | Zink                       | aushärtbar                                    | 220…700            | - 0,8 bis 12,0 % Zn, hohe bis sehr hohe Festigkeit - Verwendung in Flugzeugbau, Raumfahrt, Sportgeräte, Gehäuse von Mobiltelefonen und Uhren - manche Legierungen sind nicht mit Lichtbogen schweißbar - Legierungen 7005 (Handelsname Ergal) und 7020 sind gut mit 5xxx-Schweißzusätzen schweißbar, da diese beiden Legierungen kein Kupfer enthalten |
| 8xxx                                                | andere Elemente            | unterschiedlich                               | unterschiedlich    | - z. B. Aluminium-Lithium-Legierungen der ersten Generation |

| Name         | Silicium | Mangan  | Magnesium | Kupfer  |
| ------------ | -------- | ------- | --------- | ------- |
| Aludur       | 0,3–1    | 0,3–0,8 | 0,5–1,2   | –       |
| Aluman       | –        | 1,1     | –         | –       |
| Duraluminium | 0,2–1,0  | 0,5–1,2 | 0,2–5     | 2,5–5,5 |
| Hydronalium  | 0,2–1,0  | 0,2–0,8 | 3–12      | –       |
| Silumin      | bis 14   | –       | –         | –       |

## Aluminiumgusslegierungen
Siehe auch: Aluminiumguss – Gießen von Aluminiumwerkstoffen.
Für Gusslegierungen gilt folgende Einordnung:
- 1xxxx: Reinaluminiumqualitäten
- 2xxxx: Kupfer (AlCu)
- 3xxxx: Silicium-Kupfer/Magnesium (Siehe unter AlSi)
- 4xxxx: Silicium (AlSi)
- 5xxxx: Magnesium (AlMg)
- 7xxxx: Zink
- 8xxxx: Zinn
- 9xxxx: Vorlegierungen

Die wichtigste Aluminium-Gusssorte ist die eutektische Legierung von Aluminium und Silicium. Ihr Eutektikum liegt bei etwa 12 % Silicium und hat einen Schmelzpunkt von 576 °C. Diese Aluminium-Silicium-Legierung besitzt hervorragende Gießeigenschaften (Dünnflüssigkeit, geringe Schwindung) und hat eine hohe Festigkeit. Sie lässt sich im Allgemeinen gut schweißen und ist korrosionsbeständig. Anteile an Magnesium und Kupfer erhöhen die Festigkeit, Kupfer verringert jedoch die Korrosionsbeständigkeit.
Aluminiumgusslegierungen mit diesen Elementen werden als Werkstoffe beispielsweise für Motorengehäuse und Getriebegehäuse im Fahrzeug- und Flugzeugbau verwendet.
Da Aluminiumschmelze zu Oxid- und Schaumbildung neigt, müssen die Gießverfahren dahingehend angepasst und weiterentwickelt werden. Zunehmend an Bedeutung gewinnt bei den Kokillengussverfahren das Kippgießen.